# Jezioro Czarne (gmina Wronki)
Jezioro Czarne – jezioro w woj. wielkopolskim, w powiecie szamotulskim, w gminie Wronki, niedaleko osady Olesin, leżące na terenie Pojezierza Poznańskiego.
Jezioro ma połączenie — na północy za pomocą rowu z jeziorem Kubiszewo oraz ciekiem odchodzącym do jeziora Wielkiego na południu.

## Dane morfometryczne
Powierzchnia zwierciadła wody według różnych źródeł wynosi od 3,5 ha do 4,87 ha (lustra wody i ogólna).
Zwierciadło wody położone jest na wysokości 48,1 m n.p.m. Maksymalna głębokość zbiornika wynosi 8 m, zaś głębokość średnia 4,9 m.

## Hydronimia
Według spisu opracowanego przez Komisję Nazw Miejscowości i Obiektów Fizjograficznych (KNMiOF) nazwa tego jeziora to Jezioro Czarne. Dane z państwowego rejestru nazw geograficznych nie podają nazw obocznych tego jeziora, natomiast w niektórych publikacjach wymieniana jest nazwa oboczna: Pakawie.